# Glossadelphus yakoushimae
Glossadelphus yakoushimae là một loài Rêu trong họ Hypnaceae. Loài này được (Cardot) Nog. mô tả khoa học đầu tiên năm 1983.